# لیگ برتر فوتبال افغانستان فصل ۱۳۹۵
لیگ برتر فوتبال افغانستان ۱۳۹۵ پنجمین فصل از بازی‌های لیگ برتر فوتبال افغانستان است، لیگ برتر افغانستان یک لیگ فوتبال باشگاهی است که در سال ۱۳۹۱ تأسیس شده‌است. در فینال، باشگاه فوتبال شاهین آسمایی قهرمانی فصل را از آن خود کرد.